# Вальехо, Фернандо
Ферна́ндо Валье́хо Рендо́н (исп. Fernando Vallejo Rendón, род. 1942) — колумбийский биолог, общественный деятель; писатель, кинорежиссёр, сценарист. Произведения переведены на многие языки. О Фернандо Вальехо снят документальный фильм Луиса Оспины (исп. La desazón suprema: Retrato de Fernando Vallejo, 2003).

## Биография
Сын крупного колумбийского политика и государственного деятеля. Мечтал стать музыкантом. Учился филологии и биологии, путешествовал по Европе, год проучился в Киноакадемии в Риме. Участвует в экологическом движении, отстаивает права животных. Резкий критик католической церкви. С 1971 года живёт в Мексике, с 2007 года имеет мексиканское гражданство. Сторонник антинатализма, атеист, убеждённый чайлдфри и веган.

## Книги

### Романы
- La virgen de los sicarios (1994, экранизирован Барбе Шрёдером в 2000)
- El río del tiempo (1999), пенталогия, которую составили:
  - Los días azules (1985)
  - El fuego secreto (1987)
  - Los caminos a Roma (1988)
  - Años de indulgencia (1989)
  - Entre fantasmas (1993)
- El desbarrancadero (2001, премия Ромуло Гальегоса)
- La rambla paralela (2002)
- Mi hermano el alcalde (2004)
- La puta de Babilonia (2007)

### Биографии
- El mensajero (1991, биография поэта Порфирио Барбы Хакоба)
- Almas en pena, chapolas negras (1995, биография поэта Хосе Асунсьон Сильвы)

### Эссе
- Logoi: una gramática del lenguaje literario (1983)
- La tautología darwinista (1998)
- Manualito de imposturología física (2005)
- La puta de Babilonia (2007)

## Цитаты
Молодым людям Колумбии! Дорогие дети Колумбии! Вам не повезло что вы родились, к тому же в самой сумасшедшей стране мира. Не следуйте её путём, не мучайтесь её безумием. Безумие может облегчить бремя жизни, так же как оно может принести несчастье. Рая и счастья не существует, это отговорка ваших родителей, чтобы оправдать приведение вас в этот мир. То что существует, реальность, жестокая реальность — это бойня, в которую мы пришли, чтобы умереть, даже если не убить и съесть животных. Поэтому, не размножайтесь, не повторяйте преступления совершённого в отношении вас. Отплата злом на зло, как навязывание жизни — тягчайшее преступление. Не беспокойте нерождённых, пусть они будут в состоянии небытия, всё равно мы все в конце-концов вернёмся туда — так зачем ходить вокруг да около?
Страна которую вы получили по случайности, которую мы все получили по случайности — банкрот! Остались развалины. Тысячи похищений людей, тысячи и тысячи убийств, миллионы безработных, миллионы людей в изгнании. Страна в руинах, промышленность в руинах, судебная система в руинах. Будущее разрушено — это то, что вы получили. Я сочувствую вам — вам хуже чем было мне.